# Willie Bell
William John Bell (Johnstone, 1937. szeptember 3. – 2023. március 21.) skót válogatott labdarúgó, hátvéd, edző.

## Pályafutása

### Játékosként

#### Klubcsapatokban
Bell a skót Queen's Park csapatánál kezdte el labdarúgó-pályafutását. 1960-ban az angol másodosztályú Leeds United csapata igazolta le. A klubbal 1964-ben megnyerte az angol másodosztályú bajnokságot és feljutott az élvonalba, valamint pályára lépett az 1966–1967-es vásárvárosok kupája döntőjében, amit a Dinamo Zagreb csapata ellen elveszítettek. A Leeds színeiben 1960 és 1967 között több mint kétszáz bajnoki mérkőzésen lépett pályára. 1967 és 1969 között a szintén élvonalbeli Leicester City csapatában futballozott. 1970-ben a harmadosztályú Brighton & Hove Albion csapatától vonult vissza.

#### A válogatottban
1966 júniusában két alkalommal lépett pályára a skót labdarúgó-válogatottban.

### Edzőként
Bell 1975 és 1977 között az élvonalbeli Birmingham City, az 1977-1978-as idényben pedig a harmadosztályú Lincoln City csapatának vezetőedzője volt. 1979 és 2001 között az egyesült államokbeli Liberty Flames csapatának trénere volt.

## Sikerei, díjai

### Játékosként
Leeds United
- Angol másodosztályú bajnok (1): 1963–64
- VVK döntős (1): 1966–67

## Statisztika

### Mérkőzései a skót válogatottban
| Skócia | Skócia           | Skócia                | Skócia | Skócia   | Skócia     | Skócia     | Skócia | Skócia  |
| #      | Dátum            | Helyszín              | Hazai  | Eredmény | Vendég     | Kiírás     | Gólok  | Esemény |
| ------ | ---------------- | --------------------- | ------ | -------- | ---------- | ---------- | ------ | ------- |
| 1.     | 1966. június 18. | Glasgow, Hampden Park | Skócia | 0 – 1    | Portugália | barátságos | -      |         |
| 2.     | 1966. június 25. | Glasgow, Hampden Park | Skócia | 1 – 1    | Brazília   | barátságos | -      |         |
|        | Összesen         |                       |        | 2        | mérkőzés   |            | 0      | gól     |